# Anomala fuscoaenea
Anomala fuscoaenea är en skalbaggsart som beskrevs av Benderitter 1921. Anomala fuscoaenea ingår i släktet Anomala och familjen Rutelidae. Inga underarter finns listade i Catalogue of Life.